# Берешит (недельная глава)
«Брейшит»  (ашкеназское произношение: Брейшис; др.-евр. בראשית‬ — «В начале»)  — первая по счету недельная глава Торы, расположенная в начале первой книги с тем же названием. Название, как и все главы, получила по первому значимому слову текста (бе-решит бара Э-ло-ким… — «В начале сотворения Богом»). В состав главы входят стихи (ивр., мн. ч. — псуким) с 1:1 по 6:8.

## Краткое содержание главы
В начале первой главы Торы рассказывается о творении Богом вселенной в течение шести дней.
- В первый день он сотворяет свет и тьму.
- Во второй день он создает небесный свод, отделяющий «верхние воды» от «нижних вод».
- На третий день суша поднимается над водами, и земля по велению свыше производит травяную зелень и деревья.
- В четвёртый день Творец устанавливает расположение солнца, луны и звезд и наделяет их функцией служить ориентирами для отсчета времени и светилами.
- В пятый день он сотворяет птиц и рыб.
- В шестой день — наземных животных и человека.
- В седьмой день Бог прекращает работы творения и освящает его как день покоя (о семи днях творения рассказывается в стихах 1:1-2:3).

Сотворив человека из праха земли, Бог вдыхает в него «душу живую». Изначально создав человека единым существом, Творец провозглашает, что «нехорошо, чтобы человек был один», и, отделив от него одну сторону, формирует её в женщину, а затем воссоединяет их союзом брака.
Адам и Хава (Ева) помещаются в Ган-Эден (Райский Сад) и получают повеление не есть от Древа Знания Добра и Зла. Змей соблазняет Хаву (Еву) нарушить запрет, и та затем дает плод запрещенного дерева также и своему мужу. В результате этого греха человек лишается бессмертия и изгоняется из Ган-Эдена (о пребывании Адама в Ган-Эдене (Райский Сад) рассказывается в стихах 2:4-3:24).
Хава (Ева) рождает двух сыновей: Каина и Эвеля (Авеля). Повздорив с Эвелем (Авелем), Каин убивает своего брата и в наказание обрекается на вечные скитания.
У Адама рождается третий сын Шет (Сиф), чей потомок в десятом поколении по имени Ной (Но́ах) остаётся единственным праведником в развратившемся мире (поколения от Адама до Ноаха перчислены в стихах 4:1-6:8).

## Дополнительные факты
Главу «Берешит» начинают читать в праздник Симхат-Тора при завершении годичного цикла чтения Торы и начале нового цикла. В этот день прочитывают рассказ о первых семи днях Творения, и человека читающего этот отрывок называют «хатан Берешит» (досл. — «жених главы „Берешит“»)

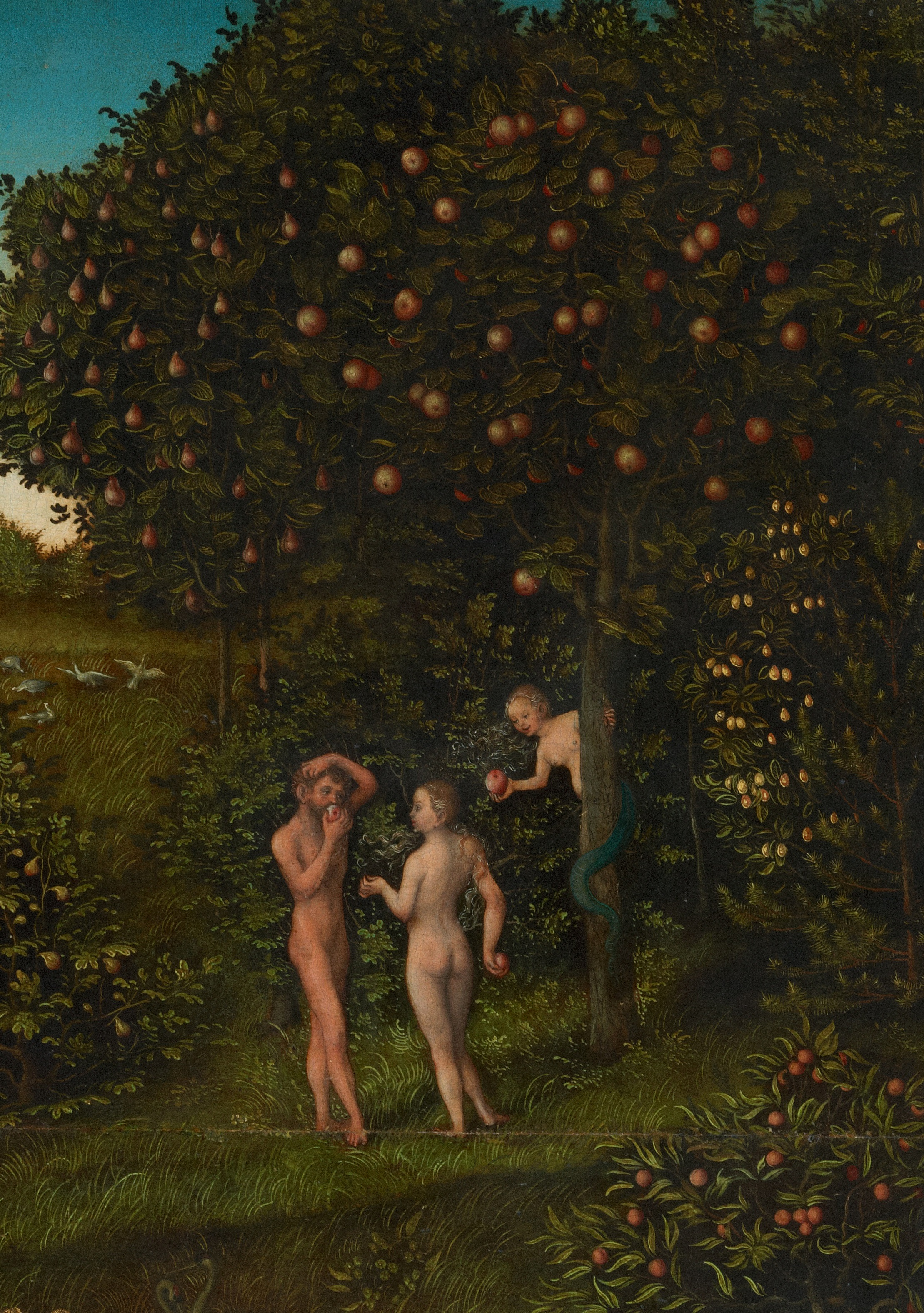
Грехопадение (XVI век, Кранах, Лукас (Старший))

Глава разделена на семь отрывков (на иврите — алиёт), которые прочитываются в каждый из дней недели, с тем, чтобы в течение недели прочесть всю главу.
- В йом-ришон (воскресенье) читают псуким с 1:1 по 2:3
- В йом-шени (понедельник) читают псуким с 2:4 по 2:19
- В йом-шлиши (вторник) читают псуким с 2:20 по 3:21
- В йом-ревии (среду) читают псуким с 3:22 по 4:18
- В йом хамиши (четверг) читают псуким с 4:19 по 4:26
- В йом шиши (пятницу) читают псуким с 5:1 по 5:24
- В йом-шаббат (субботу) читают псуким с 5:25 по 6:8

В понедельник и четверг во время утренней молитвы в синагогах публично читают отрывки из соответствующей недельной главы. Для главы «Берешит» это псуким с 1:1 до 2:3.
В субботу, после недельной главы читается дополнительный отрывок — афтара — из книги пророка Йешаяу (псуким 42:5—43:10).